# Ока (волейбольный клуб)
«Ока-Буревестник» —  российская профессиональная мужская волейбольная команда из Калуги.

## Достижения
- 12-е место в чемпионате России среди команд высшей лиги «А» — 2013[2].

- Кубок ЦФО (2014)[3].

## История
Основан 27 мая 1999 года по инициативе Андрея Петровича Дурова. Первый наставник —  заслуженный тренер Казахской ССР Леонид Петрович Митрофанов.
В конце 2017 года прекратил существование.

## Известные игроки
- Георгий Ряжнов
- Роман Егоров
- Андрей Багутский[6]
- Алексей Дворников
- Игорь Яковенко
- Герман Меллис
- Андрюс Дарачюнас